# Orthotrichum subpumilum
Orthotrichum subpumilum là một loài rêu trong họ Orthotrichaceae. Loài này được E.B. Bartram ex Lewinsky mô tả khoa học đầu tiên năm 1992.